# Sita Chuchura
Der Sita Chuchura ist ein 6611 m hoher Gipfel im Dhaulagiri Himal, einem Gebirgsmassiv des Himalaya in Nepal. 
Der Sita Chuchura befindet sich 9,5 km nördlich des Achttausenders Dhaulagiri I. Dazwischen verläuft der obere Abschnitt des Chonbardan-Gletschers. Der Sita Chuchura erhebt sich westlich des 5360 m hoch gelegenen French Col. Im Nordosten liegt das Hidden Valley. Nach Westen führt ein Gebirgskamm zum Dhaulagiri II. Nach Norden verbindet ein Berggrat den Sita Chuchura mit dem Mukut Himal.
Die Erstbesteigung gelang einer japanischen Expedition im Jahr 1970. Am 26. Oktober erklommen die Expeditionsteilnehmer Masahiko Takahashi, Nobuyuki Hirato, Hiroshi Harada und Phurba Kitar den Gipfel. Die Aufstiegsroute führte vom French Col zum Gipfel. Bis 1995 folgten drei weitere Besteigungen des Sita Chuchura.